# Cantó d'Équeurdreville-Hainneville
El cantó d'Équeurdreville-Hainneville és un cantó francès del departament de la Manche, situat al districte de Cherbourg-Octeville. Té sis municipis i el cap es Équeurdreville-Hainneville.

## Municipis
- Équeurdreville-Hainneville
- Nouainville
- Querqueville
- Sideville
- Teurthéville-Hague
- Virandeville

## Història
| Data d'elecció                           | Identitat        | Partit | Qualitat |
| ---------------------------------------- | ---------------- | ------ | -------- |
| 1973-1979                                | Albert Lesaunier | PS     |          |
| 1979-2000                                | René Sébire      | PS     |          |
| 2000-                                    | Pierre Bihet     | PS     |          |
| les dades anteriors no són pas conegudes |                  |        |          |
|                                          |                  |        |          |

## Demografia
| A partir de 1990: Població sense dobles comptes |